# ناجي توربين
ناجي توربين (بالإنجليزية: Najai Turpin)‏ كان ملاكم أمريكي صنّف ضمن فئة وزن الوسط.
انتحر في 14 فبراير/شباط 2005، ولم تتضح دوافع انتحاره.

## إحصائيات
خاض خلال مسيرته 14 نزالا، فاز في 13 ولم يتعادل وخسر في 1. فاز بالضربة القاضية في 9 نزالا.

## روابط خارجية
- ناجي توربين على موقع بوكس ريك (الإنجليزية) (registration required)